# Il piccolo Marat

Mascagni - Il piccolo Marat - portada del libreto, Milán 1921.

Il piccolo Marat (El pequeño Marat en español) es una ópera verista del género de los dramas líricos en tres actos de Pietro Mascagni, según libreto de Giovacchino Forzano y Giovanni Targioni-Tozzetti. Fue estrenada el 2 de mayo de 1921 en el Teatro Costanzi de Roma.
Basada en los sucesos reales del terror que se produjo en París después del asesinato del líder jacobino Jean Paul Marat, llevado a término por Charlotte Corday.
Esta ópera se representa muy poco. En las estadísticas de Operabase aparece con sólo una representación en el período 2005-2010.

## Personajes
| Personaje                               | Tesitura     | Reparto el 2 de mayo de 1921 Director: Pietro Mascagni |
| --------------------------------------- | ------------ | ------------------------------------------------------ |
| Mariella, joven parisina                | soprano      | Gilda dalla Rizza                                      |
| La princesa de Fleury                   | mezzosoprano | Agnese Porter                                          |
| "El pequeño Marat", hijo de la Princesa | tenor        | Hipólito Lázaro                                        |
| Un Oficial                              | barítono     | Benvenuto Franci                                       |
| Un Carpintero                           | barítono     | Ernesto Badini                                         |
| "El Orco", un revolucionario            | bajo         | Luigi Ferroni                                          |
| Un Capitán de Marats                    | barítono     | Augusto Beuf                                           |
| "El Espía", un revolucionario           | bajo         | Gino De Vecchi                                         |
| Un Mensajero                            | bajo         | Arturo Pellegrino                                      |
| "El Ladrón", un revolucionario          | bajo         | Michele Fiore                                          |
| "El Tigre", un revolucionario           | bajo         | Mario Pinheiro                                         |
| Una voz                                 |              | Luigi Nardi                                            |